# Lucikivți, Brodî
Lucikivți (în ucraineană Лучківці) este un sat în comuna Iaseniv din raionul Brodî, regiunea Liov, Ucraina.

## Demografie
Componența lingvistică a localității Lucikivți
     Ucraineană (99,88%)
     Alte limbi (0,12%)
Conform recensământului din 2001, majoritatea populației localității Lucikivți era vorbitoare de ucraineană (99,88%), existând în minoritate și vorbitori de alte limbi.